# Xanthodaphne
Xanthodaphne är ett släkte av snäckor. Xanthodaphne ingår i familjen Turridae.
Kladogram enligt Catalogue of Life:
| Xanthodaphne | \| \| Xanthodaphne bruneri \| \| \| \| \| \| Xanthodaphne charcotiana \| \| \| \| |
|              | \| \| Xanthodaphne bruneri \| \| \| \| \| \| Xanthodaphne charcotiana \| \| \| \| |
|              | Xanthodaphne bruneri                                                              |
|              |                                                                                   |
|              | Xanthodaphne charcotiana                                                          |
|              |                                                                                   |